# Äußerer Kitzinghof
Der Äußere Kitzinghof ist ein Teilort von Bartholomä im Ostalbkreis in Baden-Württemberg.

## Lage und Verkehrsanbindung
Der Ort, der fünf Hausnummern hat, liegt etwa vier Kilometer westlich von Bartholomä auf einem langen, dort nurmehr wenige hundert Meter breiten Westsporn des Albuchs, einer Hochfläche der östlichen Schwäbischen Alb. Eine kleine Stichstraße von Osten her, die zuvor auch den Inneren Kitzinghof ans Verkehrsnetz anbindet, erschließt den Ort.

## Geschichte
Der Ort wurde das erste Mal 1870 als äußerer Kitzing in der Beschreibung des Oberamts Gmünd erwähnt. Auf der von 1818 bis 1840 angefertigten Württembergischen Urkarte ist nur der Innere Kitzinghof (als Kitzing) verzeichnet.